# Laurent Delboulbès

a Compétitions nationales et continentales officielles uniquement.

Dernière mise à jour le 3 octobre 2021.
Laurent Delboulbès, né le 17 novembre 1986 à Montauban (Tarn-et-Garonne), est un joueur de rugby à XV français qui évolue au poste de pilier.
Passé par l'US Montauban, l'US Carcassonne puis l'Union Bordeaux Bègles durant quatre ans, l'US Oyonnax et le RC Toulon, il revient à l'Union Bordeaux Bègles en 2018 et y termine sa carrière en 2021.

## Biographie
Après quatre saisons passées au sein de l'Union Bordeaux Bègles, il rejoint en juin 2015 le club de l'US Oyonnax, signant un contrat de deux ans. En 2016, après une saison disputée, il signe un contrat de deux ans en faveur du Rugby club toulonnais.

## Carrière
- La Nicolaïte (Saint Nicolas de la Grave)
- Cercle athlétique castelsarrasinois
- 2006-2010 : US Montauban
- 2010-2011 : US Carcassonne
- 2011-2015 : Union Bordeaux Bègles
- 2015-2016 : US Oyonnax
- 2016-2018 : RC Toulon
- 2018-2021 : Union Bordeaux Bègles

## Palmarès
- Équipe de France -21 ans : 1 sélection en 2006 (Pays de Galles)